# Real (Quezon)
Real é um município de  primeira classe de renda municipal (d) na província Quezon, nas Filipinas. De acordo com o censo de 1 de maio  de  2020 possui uma população de 38 678 pessoas e 9 799 domicílios.